# Barrio Xochimilco
Barrio Xochimilco är en ort i Mexiko.   Den ligger i kommunen Cuauhtémoc och delstaten Chihuahua, i den nordvästra delen av landet, 1 300 km nordväst om huvudstaden Mexico City. Barrio Xochimilco ligger 2 027 meter över havet och antalet invånare är 404.
Terrängen runt Barrio Xochimilco är platt åt nordväst, men åt sydost är den kuperad. Runt Barrio Xochimilco är det ganska glesbefolkat, med 24 invånare per kvadratkilometer. Närmaste större samhälle är Granjas el Venado, 1,8 km öster om Barrio Xochimilco. Trakten runt Barrio Xochimilco består till största delen av jordbruksmark.